# Bombus mirus
Bombus mirus är en biart som först beskrevs av Borek Tkalcu 1968.  Den ingår i släktet humlor och familjen långtungebin. Inga underarter finns listade. Arten förekommer i centrala till södra Asiens bergstrakter.

## Beskrivning
Bombus mirus har svart päls på huvud och mellankropp, med undantag för ett centralt, grått parti längst fram på mellankroppen. På bakkroppen är tergiterna 1 och 2 antingen vita eller gula (tergit 1 dock svart högst upp på ryggen), fölt av den svarta tergit 3. Resterande ryggsegment är röda utom den svarta bakkroppsspetsen.

## Utbredning
Utbredningsområdet omfattar Indien (Sikkim), Nepal, Tibet, Pakistan, Afghanistan och Kazakstan. På senare tid (2019) har arten även upptäckts i den indiska delstaten Arunachal Pradesh.

## Ekologi
Humlan är en bergsart som i Nepal finns på höjder mellan 3 450 och 4 877 m. I Indien har den påträffats på alpina gräsmarker.